# Ylona van Deutekom
Ylona van Deutekom es una deportista neerlandesa que compitió en taekwondo. Ganó una medalla de oro en el Campeonato Europeo de Taekwondo de 2002 en la categoría de –67 kg.

## Palmarés internacional
| Campeonato Europeo | Campeonato Europeo | Campeonato Europeo | Campeonato Europeo |
| Año                | Lugar              | Medalla            | Categoría          |
| ------------------ | ------------------ | ------------------ | ------------------ |
| 2002               | Samsun (Turquía)   | Medalla de oro     | –67 kg             |